# Ambient trance
Ambient trance – jeden z najspokojniejszych podgatunków muzyki trance będący jego połączeniem z muzyką ambient. Jest to muzyka atmosferyczna, odprężająca i nienadająca się do tańca oraz blisko spokrewniona z psybientem.